# Skeptrostachys paranahybae
Skeptrostachys paranahybae är en orkidéart som först beskrevs av Friedrich Fritz Wilhelm Ludwig Kraenzlin, och fick sitt nu gällande namn av Leslie Andrew Garay. Skeptrostachys paranahybae ingår i släktet Skeptrostachys och familjen orkidéer. Inga underarter finns listade i Catalogue of Life.